# Vindelns IF
Vindelns IF är en idrottsförening med flera sektioner som bildades 1908. Idag finns sektionerna fotboll, innebandy, längdskidor, alpin skidsport samt bordtennis. Föreningen har ca 800 medlemmar och ungefär 300 idrottsutövare, företrädesvis i åldern 7-16 år.
Föreningens kansli återfinns på Fritidscentrum (FC) i Vindeln.

## Anläggningar
- FC Vindeln: Sporthallen på FC utgör hemmaplan för innebandysektionen och bordtennisen, medan den nybygda konstgräsplanen utomhus utgör fotbollsektionens hemmaplan.
- Kläppaspåret: I anslutning till FC finns Kläppaspåret för längdskidåkning.
- Buberget: Slalomanläggningen i Vindeln där den alpina sektionen tränar samt arrangerar tävlingar.